# Kuna Yala
Kuna Yala je avtonomno ozemlje oziroma comarca v Panami, naseljeno z avtohtonim prebivalstvom Kuna.
Kuna Yala pomeni v Kuna jeziku, dežela Kun. Območje je bilo nekoč znano kot San Blas. Prestolnica Kuna Yale je El Porvenir.

## Geografija
Kuna Yala pokriva območje veliko 2393 km², ki ga poseljuje 36 487 ljudi. Comarca je sestavljena iz ozkega obalnega dela, ki se razteza 373 km vzdolž karibske obale Paname ter arhipelaga 365 otokov.